# Reaction to Action
Reaction to Action è il terzo singolo estratto dall'album Agent Provocateur dei Foreigner nel 1985. La canzone originale contenuta nell'album è stata remixata in occasione dell'uscita come singolo.
La canzone è stata scritta da Lou Gramm e Mick Jones ed è stata pubblicata come singolo solamente negli Stati Uniti, raggiungendo il 54º posto della Billboard Hot 100.
Il critico Bret Adams di AllMusic ha definito questa canzone come "il riassunto di blando, convenzionale AOR", nonostante si tratti di uno dei pezzi più hard rock dell'intero album.

## Tracce
7" Single  Atlantic 789 542-7 [de]
1. Reaction to Action (versione radiofonica) – 3:32
2. She's Too Tough – 3:07

12" Maxi Atlantic 0-86880 [us]
1. Reaction to Action (versione vocale/estesa) – 7:17
2. Reaction to Action (strumentale) – 5:48
3. Reaction to Action (remix) – 4:53